# Leiokarinosuchus
Leiokarinosuchus (nombre que significa «cocodrilo de cabeza suave») es un género extinto de mesoeucrocodilio eosuquio del Cretácico Inferior hallado en el Grupo Wealden del sur de Inglaterra. La especie tipo Leiokarinosuchus brookensis fue nombrado en 2011 sobre la base de eun espécimen que incluye la mitad posterior de un cráneo, unas cuantas vértebras del cuello, y algunos osteodermos sobrepuestos que contituían la armadura del cuello. Fue identificado originalmente en 1887 por el naturalista inglés Richard Lydekker como los restos de la especie de folidosáurido Pholidosaurus meyeri, la cual hasta entonces era conocida solo de Alemania. Leiokarinosuchus difiere de los folidosáuridos por poseer huesos de la bóveda craneana y de la mandíbula inferior con superficies lisas. La suavidad de la mandíbula inferior, junto con el pequeño tamaño del cóndilo occipital en la parte posterior del cráneo, es una característica consistente con los goniofolídidos. Sin embargo, Leiokarinosuchus difiere de los goniofolídidos en la forma de los osteodermos, por poseer superficies angulosas y carecer de un proceso articular apuntando hacia adelante. Otro rasgo distintivo de Leiokarinosuchus es la inclinación hacia adentro de los huesos de la bóveda craneana hacia la fenestra supratemporal.